# Shattered Glass
Shattered Glass is een Amerikaanse film uit 2003 gebaseerd op het waargebeurde verhaal van Stephen Glass, een Amerikaanse journalist die een grotere fantast dan verslaggever bleek. De regie was van Billy Ray.

## Inhoud

### Inleiding
Glass (Hayden Christensen) is een succesvol journalist voor het tijdschrift The New Republic die het ene sensationele verhaal na het andere aflevert. Wanneer een ander blad een vervolgverhaal op een van zijn artikelen wil schrijven, kunnen ze op geen enkele manier contact krijgen met welke door Glass opgevoerde bron dan ook.

### Afwikkeling
Om de onduidelijkheid uit de weg te werken en niet meteen kwaad te willen spreken van Glass, nemen medewerkers van het blad contact op met Glass' nieuwe hoofdredacteur Chuck Lane (Peter Sarsgaard). Hoe meer het blad samen met Lane dwang oplegt aan Glass om zijn bronnen prijs te geven, hoe meer door Glass gegeven antwoorden dode sporen blijken. Glass blijft elke beschuldiging van overdrijving en bedrog ontkennen, maar opgevoerde personen zijn nergens te vinden, websites ter bewijs zijn verdacht amateuristisch opgezet en beschreven locaties blijken voor andere doelen te zijn ingezet op de door Glass beschreven dagen. Totaal klemgezet en zonder meer ontslagen stopt Glass met ontkennen. De meerderheid van zijn verhalen blijkt totaal zelf verzonnen.

## Prijzen
- BSFC Award Best - Supporting Actor - Boston Society of Film Critics Awards (Sarsgaard)
- KCFCC Award - Best Supporting Actor - Kansas City Film Critics Circle Awards (Sarsgaard)
- Best Actor - Las Palmas Film Festival (Christensen & Sarsgaard)
- Special Recognition - National Board of Review
- NSFC Award - Best Supporting Actor - National Society of Film Critics Awards (Sarsgaard)
- OFCS Award - Best Supporting Actor - Online Film Critics Society Awards (Sarsgaard)
- PFS Award - Political Film Society
- SFFCC Award - Best Supporting Actor - San Francisco Film Critics Circle (Sarsgaard)
- TFCA Award - Best Supporting Performance, Male - Toronto Film Critics Association Awards (Sarsgaard)

## Overige cast
Onder meer:
- Chloë Sevigny - Caitlin Avey
- Rosario Dawson - Andy Fox
- Melanie Lynskey - Amy Brand
- Hank Azaria - Michael Kelly
- Steve Zahn - Adam Penenberg